# Tortanus taiwanicus
Tortanus taiwanicus is een eenoogkreeftjessoort uit de familie van de Tortanidae. De wetenschappelijke naam van de soort is voor het eerst geldig gepubliceerd in 1999 door Chen Q.C. & Hwang J.S..